# SNCF BB 25100 sorozat
Az SNCF BB 25100 sorozat egy villamos mozdonysorozat, amelyet a francia állami vasúttársaság, az SNCF üzemeltetett, és amelyet a Materiel de Traction Electrique (MTE) gyártott 1967-ben. Kétfeszültségű mozdonyok, amelyek 1500 V egyenárammal és 25 kV 50 Hz váltakozó árammal is működnek, végsebességük 130 km/h. A sorozatot André Jacquemin tervezte.
Eredetileg Chalindrey-be osztották be őket, majd a Dijon–Metz-vasútvonalon használták őket, amíg a dijon-i SNCF BB 22200 sorozat fel nem váltotta őket.. Ezt követően expressz személy- és áruszállítási szolgáltatásokat végeztek Dijon környékén, valamint Franciaország északkeleti részén. A sorozatot végül 2006-ban kivonták a forgalomból.
A sorozatból 4 darabot 2007-ben eladtak a romániai Bukarestben működő GFR - Grup Feroviar Român vállalatnak (a 25109 és a 25123-tól 25125-ig terjedő számúakat). Háromat átneveztek 425 109-2, 425 123-3 és 425 125-8-ra. A negyedik mozdonyt, a 25124-et feltehetően a GFR alkatrésznek vásárolta meg.